# Herschdorf
Herschdorf è una frazione della città tedesca di Großbreitenbach.

## Storia
Il 1º gennaio 2019 il comune di Herschdorf venne soppresso e aggregato alla città di Großbreitenbach.